# Белкин, Александр Сергеевич
Алекса́ндр Серге́евич Бе́лкин (род. 7 января 1983, Таштагол) — российский спортсмен, член олимпийской сборной команды России по сноуборду на Олимпиаде в Турине. Мастер спорта России международного класса. Выступает в параллельном слаломе и гигантском слаломе.
Воспитанник  Таштагольской СДЮШОР по сноуборду. С 2002 года выступает в чемпионате России за Кемеровскую область. В 2006 году принимал участие в Олимпийских играх в Турине, где занял 21-е место. В 2007 году занял 11-е место на чемпионате мира.